# Saison 2020-2021 des Spurs de San Antonio
La saison 2020-2021 des Spurs de San Antonio est la 54e saison de la franchise et la 44e en NBA. C'est la 48e saison dans la région de San Antonio au Texas.  
Durant la saison régulière, Becky Hammon, est devenue la première femme à entraîner une équipe durant un match de saison régulière. Le 25 mars 2021, LaMarcus Aldridge et la franchise décident de se séparer, laissant l'intérieur libre de tout contrat. Trois jours plus tard, Gregg Popovich décroche sa 1300e victoire en tant qu'entraineur dans la ligue, devenant le 3e entraîneur de l'histoire à atteindre ce stade.  
Le 13 mai 2021, les Spurs se qualifient pour le play-in tournament, sécurisant la 10e place de la conférence. Le 19 mai 2021, les Spurs sont éliminés par les Grizzlies de Memphis lors du premier tour du play-in et ne disputent pas les playoffs. C'est la seconde saison sans participation en playoffs pour la franchise en l'espace de 24 ans. 

## Draft
| Tour | Choix | Joueur        | Poste | Nationalité | Provenance                 |
| ---- | ----- | ------------- | ----- | ----------- | -------------------------- |
| 1    | 11    | Devin Vassell | SG    | États-Unis  | Seminoles de Florida State |
| 2    | 41    | Tre Jones     | PG    | États-Unis  | Blue Devils de Duke        |

## Matchs

### Pré-saison
| Pré-saison Total: 0-3 (Domicile : 0-1; Extérieur : 0-2) |

| Match | Date match  | Équipe        | Score     | Meilleur marqueur     | Meilleur rebondeur   | Meilleur passeur    | Lieux         | Série |
| ----- | ----------- | ------------- | --------- | --------------------- | -------------------- | ------------------- | ------------- | ----- |
| 1     | 12 décembre | Oklahoma City | D 108-121 | Patrick Mills (24)    | Jakob Pöltl (10)     | DeMar DeRozan (7)   | AT&T Center   | 0 - 1 |
| 2     | 15 décembre | @ Houston     | D 98-112  | Lonnie Walker IV (17) | Trey Lyles (9)       | Dejounte Murray (7) | Toyota Center | 0 - 2 |
| 3     | 17 décembre | @ Houston     | D 106-128 | DeMar DeRozan (21)    | Dejounte Murray (10) | Dejounte Murray (4) | Toyota Center | 0 - 3 |

### Saison régulière
| Saison régulière Total: 33-39 (Domicile : 14-22; Extérieur : 19-17) |

| Match | Date match  | Équipe                | Score     | Meilleur marqueur    | Meilleur rebondeur   | Meilleur passeur     | Lieux                | Série |
| ----- | ----------- | --------------------- | --------- | -------------------- | -------------------- | -------------------- | -------------------- | ----- |
| 1     | 23 décembre | @ Memphis             | V 131-119 | DeMar DeRozan (28)   | DeMar DeRozan (9)    | DeRozan, Murray (9)  | FedExForum           | 1 - 0 |
| 2     | 26 décembre | Toronto               | V 119-114 | DeMar DeRozan (27)   | Dejounte Murray (10) | Dejounte Murray (10) | AT&T Center          | 2 - 0 |
| 3     | 27 décembre | @ La Nouvelle-Orléans | D 95-98   | Rudy Gay (22)        | Keldon Johnson (11)  | DeMar DeRozan (10)   | Smoothie King Center | 2 - 1 |
| 4     | 30 décembre | L.A. Lakers           | D 107-121 | Dejounte Murray (29) | Murray, Pöltl (7)    | Dejounte Murray (7)  | AT&T Center          | 2 - 2 |

| Match                                                                                      | Date match  | Équipe                | Score          | Meilleur marqueur      | Meilleur rebondeur     | Meilleur passeur     | Lieux                   | Série  |
| ------------------------------------------------------------------------------------------ | ----------- | --------------------- | -------------- | ---------------------- | ---------------------- | -------------------- | ----------------------- | ------ |
| 5                                                                                          | 1er janvier | L.A. Lakers           | D 103-109      | Keldon Johnson (26)    | Keldon Johnson (10)    | DeMar DeRozan (7)    | AT&T Center             | 2 - 3  |
| 6                                                                                          | 3 janvier   | Utah                  | D 109-130      | Keldon Johnson (22)    | Trey Lyles (9)         | Dejounte Murray (5)  | AT&T Center             | 2 - 4  |
| 7                                                                                          | 5 janvier   | @ L.A. Clippers       | V 116-113      | Patrick Mills (27)     | Keldon Johnson (11)    | DeMar DeRozan (6)    | Staples Center          | 3 - 4  |
| 8                                                                                          | 7 janvier   | @ L.A. Lakers         | V 118-109      | LaMarcus Aldridge (28) | Dejounte Murray (8)    | DeMar DeRozan (8)    | Staples Center          | 4 - 4  |
| 9                                                                                          | 9 janvier   | @ Minnesota           | V 125-122 (OT) | DeMar DeRozan (38)     | Dejounte Murray (14)   | DeMar DeRozan (5)    | Target Center           | 5 - 4  |
| 10                                                                                         | 10 janvier  | @ Minnesota           | D 88-96        | Lonnie Walker IV (25)  | Trey Lyles (10)        | Dejounte Murray (5)  | Target Center           | 5 - 5  |
| 11                                                                                         | 12 janvier  | @ Oklahoma City       | V 112-102      | Lonnie Walker IV (24)  | LaMarcus Aldridge (10) | Dejounte Murray (7)  | Chesapeake Energy Arena | 6 - 5  |
| 12                                                                                         | 14 janvier  | Houston               | D 105-109      | Keldon Johnson (29)    | Dejounte Murray (8)    | DeRozan, Murray (7)  | AT&T Center             | 6 - 6  |
| 13                                                                                         | 16 janvier  | Houston               | V 103-91       | DeMar DeRozan (24)     | Jakob Pöltl (11)       | DeMar DeRozan (4)    | AT&T Center             | 7 - 6  |
| 14                                                                                         | 18 janvier  | @ Portland            | V 125-104      | LaMarcus Aldridge (22) | Dejounte Murray (9)    | DeRozan, Murray (11) | Moda Center             | 8 - 6  |
| 15                                                                                         | 20 janvier  | @ Golden State        | D 99-121       | Dejounte Murray (22)   | Rudy Gay (9)           | Cinq joueurs (3)     | Chase Center            | 8 - 7  |
| 16                                                                                         | 22 janvier  | Dallas                | D 117-122      | DeMar DeRozan (29)     | Keldon Johnson (14)    | DeMar DeRozan (6)    | AT&T Center             | 8 - 8  |
| 17                                                                                         | 24 janvier  | Washington            | V 121-101      | Patrick Mills (21)     | Dejounte Murray (11)   | Dejounte Murray (10) | AT&T Center             | 9 - 8  |
| -                                                                                          | 25 janvier  | @ La Nouvelle-Orléans | Reporté*       | Reporté*               | Reporté*               | Reporté*             | Smoothie King Center    | -      |
| 18                                                                                         | 27 janvier  | Boston                | V 110-106      | DeMar DeRozan (21)     | Dejounte Murray (11)   | DeMar DeRozan (7)    | AT&T Center             | 10 - 8 |
| 19                                                                                         | 29 janvier  | Denver                | V 119-109      | DeMar DeRozan (30)     | Keldon Johnson (9)     | DeMar DeRozan (10)   | AT&T Center             | 11 - 8 |
| 20                                                                                         | 30 janvier  | Memphis               | D 112-129      | Derrick White (18)     | Jakob Pöltl (6)        | Dejounte Murray (7)  | AT&T Center             | 11 - 9 |
| * Le match a été reporté à la suite du protocole sanitaire de la ligue contre la covid-19. |             |                       |                |                        |                        |                      |                         |        |

| Match                                                                                           | Date match  | Équipe              | Score     | Meilleur marqueur    | Meilleur rebondeur   | Meilleur passeur     | Lieux                      | Série   |
| ----------------------------------------------------------------------------------------------- | ----------- | ------------------- | --------- | -------------------- | -------------------- | -------------------- | -------------------------- | ------- |
| 21                                                                                              | 1er février | Memphis             | D 102-133 | Keldon Johnson (25)  | Keldon Johnson (10)  | DeMar DeRozan (6)    | AT&T Center                | 11 - 10 |
| 22                                                                                              | 3 février   | Minnesota           | V 111-108 | DeMar DeRozan (30)   | Dejounte Murray (11) | Derrick White (8)    | AT&T Center                | 12 - 10 |
| 23                                                                                              | 6 février   | @ Houston           | V 111-106 | DeMar DeRozan (30)   | Jakob Pöltl (11)     | DeMar DeRozan (7)    | Toyota Center              | 13 - 10 |
| 24                                                                                              | 8 février   | Golden State        | V 105-100 | Dejounte Murray (27) | Jakob Pöltl (11)     | DeMar DeRozan (10)   | AT&T Center                | 14 - 10 |
| 25                                                                                              | 9 février   | Golden State        | D 91-114  | Rudy Gay (17)        | Quatre joueurs (6)   | DeRozan, Johnson (6) | AT&T Center                | 14 - 11 |
| 26                                                                                              | 12 février  | @ Atlanta           | V 125-114 | DeMar DeRozan (23)   | Jakob Pöltl (12)     | DeMar DeRozan (8)    | State Farm Arena           | 15 - 11 |
| 27                                                                                              | 14 février  | @ Charlotte         | V 122-110 | Dejounte Murray (26) | Murray, Pöltl (12)   | DeMar DeRozan (9)    | Spectrum Center            | 16 - 11 |
| -                                                                                               | 16 février  | @ Détroit           | Reporté*  | Reporté*             | Reporté*             | Reporté*             | Little Caesars Arena       | -       |
| -                                                                                               | 17 février  | @ Cleveland         | Reporté*  | Reporté*             | Reporté*             | Reporté*             | Rocket Mortgage FieldHouse | -       |
| -                                                                                               | 20 février  | @ New York          | Reporté*  | Reporté*             | Reporté*             | Reporté*             | Madison Square Garden      | -       |
| -                                                                                               | 22 février  | @ Indiana           | Reporté*  | Reporté*             | Reporté*             | Reporté*             | Bankers Life Fieldhouse    | -       |
| 28                                                                                              | 24 février  | @ Oklahoma City     | D 99-102  | Dejounte Murray (27) | Dejounte Murray (9)  | Dejounte Murray (6)  | Chesapeake Energy Arena    | 16 - 12 |
| 29                                                                                              | 27 février  | La Nouvelle-Orléans | V 117-114 | DeMar DeRozan (32)   | Jakob Pöltl (11)     | DeMar DeRozan (11)   | AT&T Center                | 17 - 12 |
| * Les matchs ont été reportés à la suite du protocole sanitaire de la ligue contre la covid-19. |             |                     |           |                      |                      |                      |                            |         |

| Match                  | Date match | Équipe         | Score          | Meilleur marqueur     | Meilleur rebondeur  | Meilleur passeur    | Lieux                      | Série   |
| ---------------------- | ---------- | -------------- | -------------- | --------------------- | ------------------- | ------------------- | -------------------------- | ------- |
| 30                     | 1er mars   | Brooklyn       | D 113-124 (OT) | DeMar DeRozan (22)    | Jakob Pöltl (12)    | DeMar DeRozan (11)  | AT&T Center                | 17 - 13 |
| 31                     | 2 mars     | New York       | V 119-93       | Trey Lyles (18)       | Jakob Pöltl (8)     | DeMar DeRozan (11)  | AT&T Center                | 18 - 13 |
| 32                     | 4 mars     | Oklahoma City  | D 102-107      | DeMar DeRozan (20)    | Trey Lyles (10)     | Dejounte Murray (9) | AT&T Center                | 18 - 14 |
| NBA All-Star Game 2021 |            |                |                |                       |                     |                     |                            |         |
| 33                     | 10 mars    | @ Dallas       | D 104-115      | DeMar DeRozan (30)    | Rudy Gay (9)        | DeMar DeRozan (11)  | American Airlines Center   | 18 - 15 |
| 34                     | 12 mars    | Orlando        | V 104-77       | Rudy Gay (19)         | Jakob Pöltl (9)     | Murray, Pöltl (6)   | AT&T Center                | 19 - 15 |
| 35                     | 14 mars    | @ Philadelphie | D 99-134       | Eubanks, White (17)   | Drew Eubanks (9)    | Derrick White (4)   | Wells Fargo Center         | 19 - 16 |
| 36                     | 15 mars    | @ Détroit      | V 109-99       | Dejounte Murray (19)  | Jakob Pöltl (12)    | Dejounte Murray (6) | Little Caesars Arena       | 20 - 16 |
| 37                     | 17 mars    | @ Chicago      | V 106-99       | Jakob Pöltl (20)      | Jakob Pöltl (16)    | Derrick White (5)   | United Center              | 21 - 16 |
| 38                     | 19 mars    | @ Cleveland    | V 116-110      | Keldon Johnson (23)   | Keldon Johnson (21) | DeMar DeRozan (7)   | Rocket Mortgage FieldHouse | 22 - 16 |
| 39                     | 20 mars    | @ Milwaukee    | D 113-120      | Lonnie Walker IV (31) | Keldon Johnson (8)  | DeMar DeRozan (13)  | Fiserv Forum               | 22 - 17 |
| 40                     | 22 mars    | Charlotte      | D 97-100       | DeMar DeRozan (28)    | Jakob Pöltl (11)    | DeMar DeRozan (5)   | AT&T Center                | 22 - 18 |
| 41                     | 24 mars    | L.A. Clippers  | D 101-134      | DeMar DeRozan (19)    | Drew Eubanks (8)    | Dejounte Murray (5) | AT&T Center                | 22 - 19 |
| 42                     | 25 mars    | L.A. Clippers  | D 85-98        | DeMar DeRozan (23)    | Johnson, Pöltl (8)  | Dejounte Murray (7) | AT&T Center                | 22 - 20 |
| 43                     | 27 mars    | Chicago        | V 120-104      | Jakob Pöltl (20)      | Jakob Pöltl (9)     | Dejounte Murray (8) | AT&T Center                | 23 - 20 |
| 44                     | 29 mars    | Sacramento     | D 115-132      | Dejounte Murray (23)  | Jakob Pöltl (11)    | DeMar DeRozan (8)   | AT&T Center                | 23 - 21 |
| 45                     | 31 mars    | Sacramento     | V 120-106      | DeMar DeRozan (26)    | Jakob Pöltl (14)    | DeMar DeRozan (7)   | AT&T Center                | 24 - 21 |

| Match | Date match | Équipe                | Score           | Meilleur marqueur    | Meilleur rebondeur   | Meilleur passeur     | Lieux                    | Série   |
| ----- | ---------- | --------------------- | --------------- | -------------------- | -------------------- | -------------------- | ------------------------ | ------- |
| 46    | 1er avril  | Atlanta               | D 129-134 (2OT) | DeMar DeRozan (36)   | Jakob Pöltl (10)     | DeMar DeRozan (9)    | AT&T Center              | 24 - 22 |
| 47    | 3 avril    | Indiana               | D 133-139 (OT)  | DeMar DeRozan (25)   | Jakob Pöltl (13)     | DeMar DeRozan (6)    | AT&T Center              | 24 - 23 |
| 48    | 5 avril    | Cleveland             | D 101-125       | DeMar DeRozan (20)   | Keldon Johnson (10)  | Derrick White (6)    | AT&T Center              | 24 - 24 |
| 49    | 7 avril    | @ Denver              | D 96-106        | Dejounte Murray (18) | Rudy Gay (8)         | Dejounte Murray (6)  | Ball Arena               | 24 - 25 |
| 50    | 9 avril    | @ Denver              | D 119-121       | Derrick White (25)   | Jakob Pöltl (10)     | DeMar DeRozan (12)   | Ball Arena               | 24 - 26 |
| 51    | 11 avril   | @ Dallas              | V 119-117       | DeMar DeRozan (33)   | Jakob Pöltl (8)      | DeMar DeRozan (8)    | American Airlines Center | 25 - 26 |
| 52    | 12 avril   | @ Orlando             | V 120-97        | DeMar DeRozan (19)   | Keldon Johnson (11)  | DeRozan, Murray (6)  | Amway Center             | 26 - 26 |
| 53    | 14 avril   | @ Toronto             | D 112-117       | Derrick White (25)   | Jakob Pöltl (10)     | DeMar DeRozan (11)   | Amalie Arena             | 26 - 27 |
| 54    | 16 avril   | Portland              | D 106-107       | DeMar DeRozan (26)   | Johnson, Murray (11) | DeRozan, Murray (10) | AT&T Center              | 26 - 28 |
| 55    | 17 avril   | @ Phoenix             | V 111-85        | Rudy Gay (19)        | Drew Eubanks (13)    | Derrick White (6)    | PHX Arena                | 27 - 28 |
| 56    | 19 avril   | @ Indiana             | V 109-94        | Derrick White (25)   | Drew Eubanks (13)    | Dejounte Murray (7)  | Bankers Life Fieldhouse  | 28 - 28 |
| 57    | 21 avril   | Miami                 | D 87-107        | DeMar DeRozan (15)   | Jakob Pöltl (9)      | Derrick White (7)    | AT&T Center              | 28 - 29 |
| 58    | 22 avril   | Détroit               | V 106-91        | Derrick White (26)   | Jakob Pöltl (11)     | Derrick White (8)    | AT&T Center              | 29 - 29 |
| 59    | 24 avril   | @ La Nouvelle-Orléans | V 110-108       | DeMar DeRozan (32)   | Keldon Johnson (9)   | DeMar DeRozan (8)    | Smoothie King Center     | 30 - 29 |
| 60    | 26 avril   | @ Washington          | V 146-143 (OT)  | DeMar DeRozan (37)   | Dejounte Murray (17) | DeMar DeRozan (10)   | Capital One Arena        | 31 - 29 |
| 61    | 28 avril   | @ Miami               | D 111-116       | Dejounte Murray (22) | Dejounte Murray (10) | Dejounte Murray (11) | American Airlines Arena  | 31 - 30 |
| 62    | 30 avril   | @ Boston              | D 140-143 (OT)  | DeMar DeRozan (30)   | Jakob Pöltl (10)     | DeMar DeRozan (14)   | TD Garden                | 31 - 31 |

| Match | Date match | Équipe       | Score          | Meilleur marqueur     | Meilleur rebondeur   | Meilleur passeur     | Lieux                   | Série   |
| ----- | ---------- | ------------ | -------------- | --------------------- | -------------------- | -------------------- | ----------------------- | ------- |
| 63    | 2 mai      | Philadelphie | D 111-113 (OT) | Lonnie Walker IV (23) | Rudy Gay (10)        | Keldon Johnson (5)   | AT&T Center             | 31 - 32 |
| 64    | 3 mai      | @ Utah       | D 99-110       | DeMar DeRozan (22)    | Rudy Gay (7)         | DeMar DeRozan (6)    | Vivint Smart Home Arena | 31 - 33 |
| 65    | 5 mai      | @ Utah       | D 94-126       | Luka Šamanić (15)     | Drew Eubanks (9)     | Lonnie Walker IV (5) | Vivint Smart Home Arena | 31 - 34 |
| 66    | 7 mai      | @ Sacramento | V 113-104      | DeMar DeRozan (25)    | Jakob Pöltl (10)     | Dejounte Murray (7)  | Golden 1 Center         | 32 - 34 |
| 67    | 8 mai      | @ Portland   | D 102-124      | DeMar DeRozan (20)    | Lonnie Walker IV (8) | Dejounte Murray (5)  | Moda Center             | 32 - 35 |
| 68    | 10 mai     | Milwaukee    | V 146-125      | DeMar DeRozan (23)    | Jakob Pöltl (10)     | Dejounte Murray (9)  | AT&T Center             | 33 - 35 |
| 69    | 12 mai     | @ Brooklyn   | D 116-128      | DeMar DeRozan (21)    | Dejounte Murray (11) | DeRozan, Murray (5)  | Barclays Center         | 33 - 36 |
| 70    | 13 mai     | @ New York   | D 98-102       | DeMar DeRozan (27)    | Trois joueurs (9)    | Dejounte Murray (7)  | Madison Square Garden   | 33 - 37 |
| 71    | 15 mai     | Phoenix      | D 103-140      | Dieng, Johnson (18)   | Drew Eubanks (11)    | Trois joueurs (5)    | AT&T Center             | 33 - 38 |
| 72    | 16 mai     | Phoenix      | D 121-123      | DeMar DeRozan (23)    | Jakob Pöltl (10)     | Tre Jones (7)        | AT&T Center             | 33 - 39 |

### Play-in tournament
| Play-in Total: 0-1 (Domicile : 0-0; Extérieur : 0-1) |

| Match | Date match | Équipe    | Score    | Meilleur marqueur | Meilleur rebondeur   | Meilleur passeur     | Lieux       | Série |
| ----- | ---------- | --------- | -------- | ----------------- | -------------------- | -------------------- | ----------- | ----- |
| 1     | 19 mai     | @ Memphis | D 96-100 | DeRozan, Gay (20) | Dejounte Murray (13) | Dejounte Murray (11) | FedEx Forum | 0 - 1 |

### Confrontations en saison régulière
| Conférence Est      | Conférence Est                              | Conférence Est                              | Conférence Ouest                            | Conférence Ouest                            | Conférence Ouest                            | Conférence Ouest                            | Conférence Ouest                            |
| Division Atlantique | Division Atlantique                         | Division Atlantique                         | Division Nord-Ouest                         | Division Nord-Ouest                         | Division Nord-Ouest                         | Division Nord-Ouest                         | Division Nord-Ouest                         |
| Équipe              | Domicile                                    | Extérieur                                   | Équipe                                      | Domicile                                    | Domicile                                    | Extérieur                                   | Extérieur                                   |
| ------------------- | ------------------------------------------- | ------------------------------------------- | ------------------------------------------- | ------------------------------------------- | ------------------------------------------- | ------------------------------------------- | ------------------------------------------- |
| Boston              | 110-106                                     | 140-143 (OT)                                | Denver                                      | 119-109                                     |                                             | 96-106                                      | 119-121                                     |
| Brooklyn            | 113-124 (OT)                                | 116-128                                     | Minnesota                                   | 111-108                                     |                                             | 125-122 (OT)                                | 88-96                                       |
| New York            | 119-93                                      | 98-102                                      | Oklahoma City                               | 102-107                                     |                                             | 112-102                                     | 99-102                                      |
| Philadelphie        | 111-113 (OT)                                | 99-134                                      | Portland                                    | 106-107                                     |                                             | 125-104                                     | 102-124                                     |
| Toronto             | 119-114                                     | 112-117                                     | Utah                                        | 109-130                                     |                                             | 99-110                                      | 94-126                                      |
|                     | 3–2                                         | 0–5                                         |                                             | 2–3                                         | 2–3                                         | 3–7                                         | 3–7                                         |
| Division            | 3–7                                         | 3–7                                         | Division                                    | 5–10                                        | 5–10                                        | 5–10                                        | 5–10                                        |
| Division Centrale   | Division Centrale                           | Division Centrale                           | Division Pacifique                          | Division Pacifique                          | Division Pacifique                          | Division Pacifique                          | Division Pacifique                          |
| Équipe              | Domicile                                    | Extérieur                                   | Équipe                                      | Domicile                                    | Domicile                                    | Extérieur                                   | Extérieur                                   |
| Chicago             | 120-104                                     | 106-99                                      | Golden State                                | 105-100                                     | 91-114                                      | 99-121                                      |                                             |
| Cleveland           | 101-125                                     | 116-110                                     | L.A. Clippers                               | 101-134                                     | 85-98                                       | 116-113                                     |                                             |
| Detroit             | 106-91                                      | 109-99                                      | L.A. Lakers                                 | 107-121                                     | 103-109                                     | 118-109                                     |                                             |
| Indiana             | 133-139 (OT)                                | 109-94                                      | Phoenix                                     | 103-140                                     | 121-123                                     | 111-85                                      |                                             |
| Milwaukee           | 146-125                                     | 113-120                                     | Sacramento                                  | 115-132                                     | 120-106                                     | 113-104                                     |                                             |
|                     | 3–2                                         | 4–1                                         |                                             | 2–8                                         | 2–8                                         | 4–1                                         | 4–1                                         |
| Division            | 7–3                                         | 7–3                                         | Division                                    | 6–9                                         | 6–9                                         | 6–9                                         | 6–9                                         |
| Division Sud-Est    | Division Sud-Est                            | Division Sud-Est                            | Division Sud-Ouest                          | Division Sud-Ouest                          | Division Sud-Ouest                          | Division Sud-Ouest                          | Division Sud-Ouest                          |
| Équipe              | Domicile                                    | Extérieur                                   | Équipe                                      | Domicile                                    | Domicile                                    | Extérieur                                   | Extérieur                                   |
| Atlanta             | 129-134 (2OT)                               | 125-114                                     | Dallas                                      | 117-122                                     |                                             | 104-115                                     | 119-117                                     |
| Charlotte           | 97-100                                      | 122-110                                     | Houston                                     | 105-109                                     | 103-91                                      | 111-106                                     |                                             |
| Miami               | 87-107                                      | 111-116                                     | Memphis                                     | 112-129                                     | 102-133                                     | 131-119                                     |                                             |
| Orlando             | 104-77                                      | 120-97                                      | New Orleans                                 | 117-114                                     |                                             | 95-98                                       | 110-108                                     |
| Washington          | 121-101                                     | 146-143 (OT)                                |                                             |                                             |                                             |                                             |                                             |
|                     | 2–3                                         | 4–1                                         |                                             | 2–4                                         | 2–4                                         | 4–2                                         | 4–2                                         |
| Division            | 6–4                                         | 6–4                                         | Division                                    | 6–6                                         | 6–6                                         | 6–6                                         | 6–6                                         |
| Conférence          | 16–13 (Domicile : 8–7; Extérieur : 8–6)     | 16–13 (Domicile : 8–7; Extérieur : 8–6)     | Conférence                                  | 17–26 (Domicile : 6–15; Extérieur : 11–11)  | 17–26 (Domicile : 6–15; Extérieur : 11–11)  | 17–26 (Domicile : 6–15; Extérieur : 11–11)  | 17–26 (Domicile : 6–15; Extérieur : 11–11)  |
| Total               | 33–39 (Domicile : 14–22; Extérieur : 19–17) | 33–39 (Domicile : 14–22; Extérieur : 19–17) | 33–39 (Domicile : 14–22; Extérieur : 19–17) | 33–39 (Domicile : 14–22; Extérieur : 19–17) | 33–39 (Domicile : 14–22; Extérieur : 19–17) | 33–39 (Domicile : 14–22; Extérieur : 19–17) | 33–39 (Domicile : 14–22; Extérieur : 19–17) |

## Classements
| Conférence Ouest | Conférence Ouest                    | Conférence Ouest | Conférence Ouest | Conférence Ouest | Conférence Ouest | Conférence Ouest | Conférence Ouest |
| No               | Franchise                           | Vic.             | Def.             | MJ               | V/D              | GB               |                  |
| ---------------- | ----------------------------------- | ---------------- | ---------------- | ---------------- | ---------------- | ---------------- | ---------------- |
| 1                | z - Jazz de l'Utah*                 | 52               | 20               | 72               | .722             | –                |                  |
| 2                | y - Suns de Phoenix*                | 51               | 21               | 72               | .708             | 1                |                  |
| 3                | x - Nuggets de Denver               | 47               | 25               | 72               | .653             | 5                |                  |
| 4                | x - Clippers de Los Angeles         | 47               | 25               | 72               | .653             | 5                |                  |
| 5                | y - Mavericks de Dallas*            | 42               | 30               | 72               | .583             | 10               |                  |
| 6                | x - Trail Blazers de Portland       | 42               | 30               | 72               | .583             | 10               |                  |
|                  |                                     |                  |                  |                  |                  |                  |                  |
| 7                | x - Lakers de Los Angeles           | 42               | 30               | 72               | .583             | 10               |                  |
| 8                | x - Grizzlies de Memphis            | 38               | 34               | 72               | .528             | 14               |                  |
| 9                | o - Warriors de Golden State        | 39               | 33               | 72               | .542             | 13               |                  |
| 10               | o - Spurs de San Antonio            | 33               | 39               | 72               | .458             | 19               |                  |
|                  |                                     |                  |                  |                  |                  |                  |                  |
| 11               | o - Pelicans de La Nouvelle-Orléans | 31               | 41               | 72               | .431             | 21               |                  |
| 12               | o - Kings de Sacramento             | 31               | 41               | 72               | .431             | 21               |                  |
| 13               | o - Timberwolves du Minnesota       | 23               | 49               | 72               | .319             | 29               |                  |
| 14               | o - Thunder d'Oklahoma City         | 22               | 50               | 72               | .306             | 30               |                  |
| 15               | o - Rockets de Houston              | 17               | 55               | 72               | .236             | 35               |                  |

| Division Sud-Ouest           | V  | D  | MJ | V/D  | GB | Dom   | Ext   | Div |
| ---------------------------- | -- | -- | -- | ---- | -- | ----- | ----- | --- |
| y - Mavericks de Dallas      | 42 | 30 | 72 | .583 | –  | 21–15 | 21–15 | 7–5 |
| x - Grizzlies de Memphis     | 38 | 34 | 72 | .528 | 4  | 18–18 | 20–16 | 6–6 |
| o - Spurs de San Antonio     | 33 | 39 | 72 | .458 | 9  | 14–22 | 19–17 | 6–6 |
| o - Pelicans de Nlle-Orléans | 31 | 41 | 72 | .431 | 11 | 18–18 | 13–23 | 6–6 |
| o - Rockets de Houston       | 17 | 55 | 72 | .236 | 25 | 9–27  | 8–28  | 5–7 |

## Effectif

### Effectif actuel
| Spurs de San Antonio Effectif en fin de saison régulière       |    |                        |                             |                   |
| Entraîneur : Gregg Popovich                                    |    |                        |                             |                   |
| Ailier / Ailier fort                                           | 31 | Drapeau des États-Unis | Keita Bates-Diop (TW)       | Ohio State        |
| Arrière / Ailier                                               | 10 |                        | DeMar DeRozan               | USC               |
| Pivot                                                          | 7  | Drapeau du Sénégal     | Gorgui Dieng                | Louisville        |
| Pivot                                                          | 14 |                        | Drew Eubanks                | Oregon State      |
| Ailier / Ailier fort                                           | 22 |                        | Rudy Gay                    | Connecticut       |
| Arrière / Ailier                                               | 55 |                        | DaQuan Jeffries             | Tulsa             |
| Ailier                                                         | 3  |                        | Keldon Johnson              | Kentucky          |
| Meneur                                                         | 33 |                        | Tre Jones (R)               | Duke              |
| Ailier fort                                                    | 41 | /                      | Trey Lyles                  | Kentucky          |
| Meneur                                                         | 8  |                        | Patty Mills                 | Saint Mary's      |
| Meneur                                                         | 5  |                        | Dejounte Murray             | Washington        |
| Pivot                                                          | 25 |                        | Jakob Pöltl                 | Utah              |
| Ailier fort                                                    | 19 |                        | Luka Šamanić                | KK Olimpija       |
| Arrière / Ailier                                               | 24 |                        | Devin Vassell (R)           | Florida State     |
| Arrière                                                        | 1  |                        | Lonnie Walker IV            | Miami             |
| Arrière                                                        | 15 |                        | Quinndary Weatherspoon (TW) | Mississippi State |
| Meneur / Arrière                                               | 4  |                        | Derrick White               | Colorado          |
| (C) - Capitaine, (R) - Rookie, (TW) - Two-way contract, Blessé |    |                        |                             |                   |

## Récompenses durant la saison
| Date   | Joueur         | Récompense                            |
| ------ | -------------- | ------------------------------------- |
| 2 mars | Keldon Johnson | ☆ Rising Stars Challenge - Team USA ☆ |

## Transactions

### Extension de contrat
| Date       | Joueur        | Extension                                                                       |
| ---------- | ------------- | ------------------------------------------------------------------------------- |
| 21/12/2020 | Derrick White | Extension de contrat de 73 000 000 $ sur 4 ans à partir de la saison 2021-2022. |

### Joueurs qui re-signent
| Date       | Joueur                 | Contrat                                                 |
| ---------- | ---------------------- | ------------------------------------------------------- |
| 23/11/2020 | Drew Eubanks           | Contrat partiellement garanti de 5 294 220 $ sur 3 ans. |
| 24/11/2020 | Jakob Pöltl            | Contrat de 26 250 000 $ sur 3 ans.                      |
| 24/11/2020 | Quinndary Weatherspoon | Two-way contract                                        |

### Options dans les contrats
| Date       | Joueur         | Option                                                                           |
| ---------- | -------------- | -------------------------------------------------------------------------------- |
| 16/11/2020 | DeMar DeRozan  | DeMar DeRozan active son option joueur de 27 739 975 $ pour la saison 2020-2021. |
| 21/12/2020 | Keldon Johnson | San Antonio active son option d'équipe de 2 145 720 $ pour la saison 2021-2022.  |
| 21/12/2020 | Luka Šamanić   | San Antonio active son option d'équipe de 2 959 080 $ pour la saison 2021-2022.  |
| 21/12/2020 | Lonnie Walker  | San Antonio active son option d'équipe de 4 447 896 $ pour la saison 2021-2022.  |

### Échanges
| Mars    | Mars                                                                      | Mars                                                                   | Mars   |
| ------- | ------------------------------------------------------------------------- | ---------------------------------------------------------------------- | ------ |
| 25 mars | Vers les Spurs de San Antonio - Marquese Chriss - Compensation financière | Vers les Warriors de Golden State - Droits sur Cady Lalanne (2015 #55) | [ 12 ] |

### Arrivées

#### Draft
| Date       | Joueur              | Provenance                        |
| ---------- | ------------------- | --------------------------------- |
| 27/11/2020 | Tre Jones (#41)     | Blue Devils de Duke (NCAA)        |
| 27/11/2020 | Devin Vassell (#11) | Seminoles de Florida State (NCAA) |

#### Agents libres
|  | Joueur ayant signé un contrat non-garanti, pour intégrer les camps d'entraînement de l'équipe. |

| Date       | Joueur           | Provenance                           | Contrat                                             |
| ---------- | ---------------- | ------------------------------------ | --------------------------------------------------- |
| 29/11/2020 | Cameron Reynolds | Bucks de Milwaukee                   | Contrat non-garanti de 1 620 564 $ sur 1 an.        |
| 10/12/2020 | Kylor Kelley     | Beavers d'Oregon State (NCAA)        | Contrat non-garanti de 898 310 $ sur 1 an.          |
| 11/12/2020 | Khyri Thomas     | Hawks d'Atlanta                      | Contrat non-garanti de 1 620 564 $ sur 1 an.        |
| 18/12/2020 | London Perrantes | Go-Go de Capital City (NBA G-League) | Contrat non-garanti de 1 445 697 $ sur 1 an.        |
| 29/03/2021 | Gorgui Dieng     | Grizzlies de Memphis                 | Contrat de 1 000 000 $ jusqu'à la fin de la saison. |
| 15/05/2021 | DaQuan Jeffries  | Rockets de Houston                   | Contrat de 1 445 697 $ jusqu'à la fin de la saison. |

#### Contrat de 10 jours
| Date       | Joueur           | Provenance                |
| ---------- | ---------------- | ------------------------- |
| 26/03/2021 | Cameron Reynolds | Spurs d'Austin (G-League) |

#### Two-way contracts
| Date       | Joueur           | Provenance        |
| ---------- | ---------------- | ----------------- |
| 29/11/2020 | Keita Bates-Diop | Nuggets de Denver |

### Départs

#### Agents libres
| Date       | Joueur          | Nouvelle équipe ¹   |
| ---------- | --------------- | ------------------- |
| 24/11/2020 | Bryn Forbes     | Bucks de Milwaukee  |
| 26/11/2020 | Marco Belinelli | Virtus Bologne      |
| 27/11/2020 | Chimezie Metu   | Kings de Sacramento |

#### Joueurs coupés
|  | Joueurs non conservés après les camps d'entraînements de l'équipe. |

| Date       | Joueur            |
| ---------- | ----------------- |
| 20/11/2020 | Chimezie Metu     |
| 11/12/2020 | Kylor Kelley      |
| 12/12/2020 | Khyri Thomas      |
| 19/12/2020 | London Perrantes  |
| 19/12/2020 | Cameron Reynolds  |
| 19/12/2020 | Tyler Zeller      |
| 25/03/2021 | LaMarcus Aldridge |
| 28/03/2021 | Marquese Chriss   |